# Fernando Sánchez Dragó
Pour les articles homonymes, voir Sánchez et Drago.
 (janvier 2023).
Si vous disposez d'ouvrages ou d'articles de référence ou si vous connaissez des sites web de qualité traitant du thème abordé ici, merci de compléter l'article en donnant les références utiles à sa vérifiabilité et en les liant à la section « Notes et références ».
Fernando Sánchez Dragó, né le 2 octobre 1936 à Madrid et mort le 10 avril 2023 à Castilfrío de la Sierra (province de Soria), est un écrivain espagnol. 
Il a remporté le Prix Planeta avec son roman La prueba del laberinto et le prix national de l'essai pour Gárgoris y Habidis.

## Biographie
Fernando Sánchez Dragó est licencié en philologie romane (1959) et en langues modernes (1962). Il est docteur en Lettres de l'Université de Madrid. Il a enseigné la littérature espagnole à l'Institut Cervantes de Madrid. Durant les années 1950 et 1960, il participe aux manifestations antifranquistes, spécialement en 1956, ce qui lui vaudra la prison.
Pendant sa jeunesse, il milite au PCE et s'oppose à la dictature de Franco. Il passe seize mois en prison en raison de cette opposition et vit en exil pendant sept ans. Il s'éloigne ensuite du communisme et se définit comme "anarcho-individualiste". Sa pensée politique se rapproche du libéralisme hétérodoxe et radical. Il construit sa propre philosophie en mélangeant la philosophie grecque (les présocratiques, Épicure, les stoïciens, l'école cynique et hellénistique) et l'orientalisme (taoïsme, bouddhisme et hindouisme). Il défend à outrance les droits individuels comme le droit à la vie et la propriété privée. Il défend aussi la tauromachie. Il est contre l'État et eurosceptique. Il se considère comme une sorte d'anarchiste individuel partisan du marché (libertarien). Il déteste le puritanisme, le développement industriel, le multiculturalisme (auquel il oppose la notion de cosmopolitisme dont il est partisan), le progressisme, la bienpensance, le protestantisme, la technologie, l'idéologie de genre, la globalisation, le néolibéralisme, le politiquement correct et la postmodernité. « Je dirais qu'être de gauche ou de droite, comme le disait déjà Ortega y Gasset, n'est qu'une des innombrables manières qu'a l'être humain à sa disposition pour être un imbécile. Petit monde occidental, fruit du dualisme monothéiste. En dehors de cet espace, jamais personne, en Asie par exemple, ne m'a parlé de gauche et de droite. Jamais, personne, j'insiste. Par ailleurs, la droite est pour le développement, tout comme la gauche, et je crois que la seule chose qui puisse sauver le monde, s'il peut encore être sauvé, c'est d'arrêter la croissance économique. »
En 2010, une polémique fait suite à ses révélations dans Dios los cría... y ellos hablan de sexo, drogas, España, corrupción... d'avoir eu des relations sexuelles avec deux jeunes filles de treize ans quand il vivait au Japon dans les années 1960 et était professeur de littérature.

### Famille
Fernando Sánchez Dragó est le père de l'actrice et journaliste Ayanta Barilli. Il a en tout quatre enfants, tous de mères et de nationalités différentes.

## Style littéraire
Fernando Sánchez Dragó recherche une écriture complexe car selon lui le langage littéraire se doit d'être éloigné du langage commun. Cela donne un style érudit, faisant usage d'un grand nombre d'énumérations et d'adjectivations, une profusion de métaphores et l'utilisation de structures syntaxiques complexes. Ce style a été critiqué comme étant trop verbeux et surchargé, vide de contenu, etc. Mais d'autres critiques ont accueilli favorablement cette richesse de la syntaxe et considèrent les excès de Sánchez Dragó comme une sorte de "torrent littéraire".

## Œuvres
- España Viva (1967)

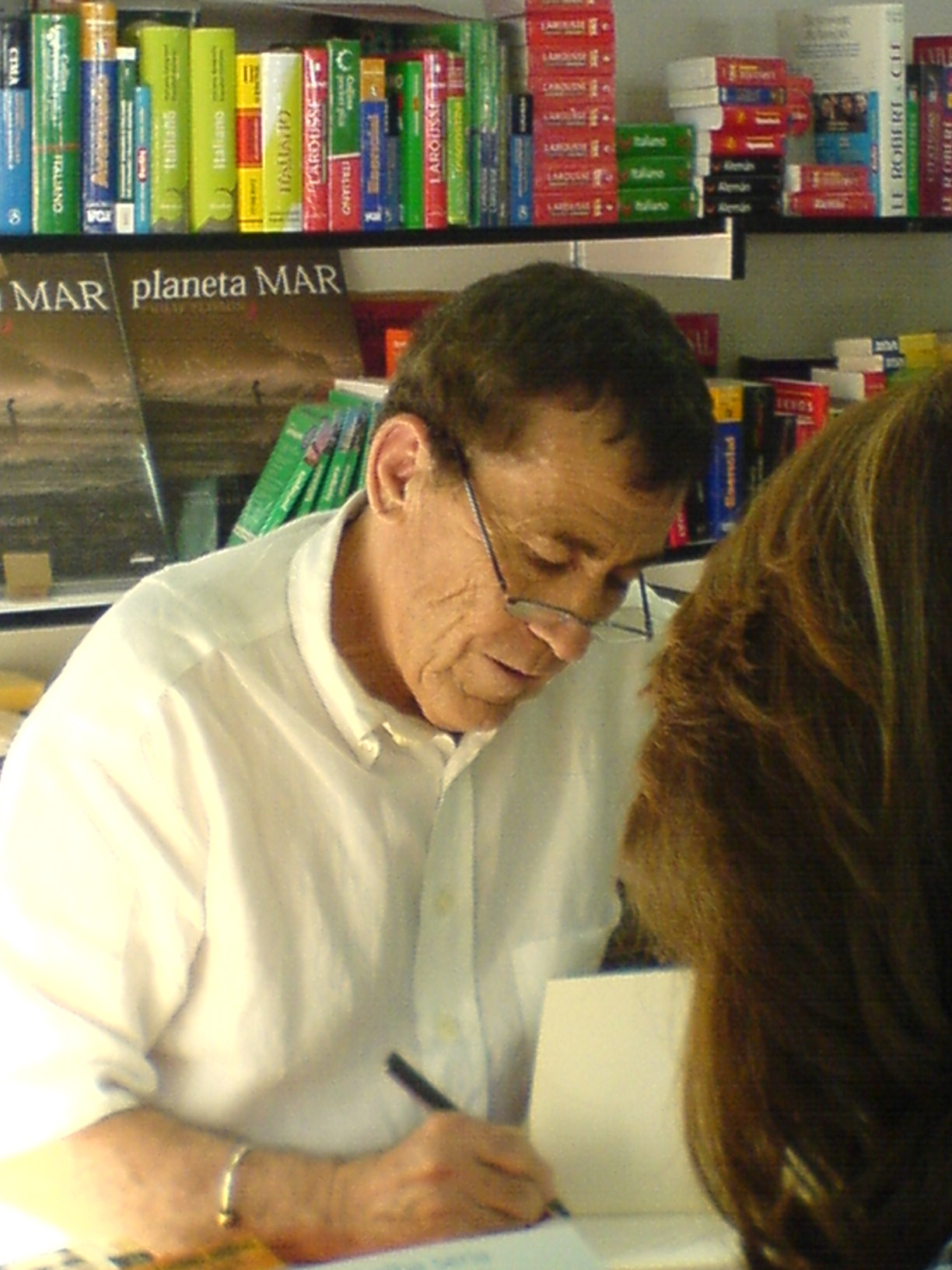
Fernando Sánchez Dragó à la Foire du Livre de Madrid en 2007.

- Gárgoris y Habidis. Una Historia Mágica de España (ISBN 978-84-08-03817-7) (1978) — prix national de l'essai
- La España Mágica. Epítome de Gárgoris y Habidis (1983)
- Eldorado (1984)
- Finisterre: Sobre Viajes, Travesías, Naufragios y Navegaciones (1984)
- Ideas para una Nueva Política Cultural (1984)
- Las Fuentes del Nilo (ISBN 978-84-08-08367-2) (1986)
- Del Priscilianismo al Liberalismo: Doble salto sin red (1987)
- Volapié: Toros y Tauromagia (1987)
- El camino del Corazón (ISBN 978-84-08-04926-5) (1990)
- La prueba del Laberinto (ISBN 978-84-08-00155-3) (1992) — prix Planeta
- La dragontea: Diario de un Guerrero (ISBN 978-84-320-5956-8) (1992)
- Calendario Espiritual (1992)
- Discurso Numantino: Segunda y última salida de los ingeniosos hidalgos Gárgoris y Habidis (ISBN 978-84-08-01401-0) (1995)
- La del Alba Sería (ISBN 978-84-08-04517-5) (1996)
- Diccionario de la España Mágica (1997)
- En el alambre de Shiva (ISBN 978-84-08-02330-2) (1997)
- El camino hacia Ítaca (ISBN 978-84-08-02561-0) (1998)
- Historia Mágica del Camino de Santiago (ISBN 978-84-08-03045-4) (1999)
- Carta de Jesús al Papa (ISBN 978-84-08-03794-1) (Planeta, 2001)
- El Sendero de la Mano Izquierda (ISBN 978-84-270-2851-7) (Martínez Roca, 2002)
- Sentado Alegre en la Popa (ISBN 978-84-08-05268-5) (2004)
- Kokoro: A Vida o Muerte (ISBN 978-84-9734-428-9) (Madrid, La Esfera de los Libros, 2005)
- Muertes Paralelas (ISBN 978-84-08-07240-9) (Barcelona, Planeta, 2006)
- Libertad, fraternidad, desigualdad. Derechazos (ISBN 978-84-96840-06-5) (Áltera, Madrid, 2007)[3].
- Diario de la noche. Los textos más polémicos del informativo nocturno más personal (ISBN 978-84-08-07443-4) (Planeta, 2007)
- Y si habla mal de España, es español (ISBN 978-84-08-07697-1) (Planeta, 2008)
- Soseki: Inmortal y tigre (Planeta, 2009)
- Historia mágica del camino de Santiago (Planeta, 2010)
- Dios los cría... y ellos hablan de sexo, drogas, España, corrupción... (Planeta, 2010). En collaboration avec Albert Boadella.  (ISBN 978-84-08-09457-9)
- Esos días azules. Memorias de un niño raro (Planeta, 2011)
- Pacto de sangre: vidas cruzadas (Fernando Sánchez Dragó avec sa fille Ayanta Barilli) (Temas de Hoy, 2013)
- La canción de Roldán: Crimen y castigo (Editorial Planeta, 2015)
- avec Santiago Abascal et Kiko Méndez-Monasterio, Santiago Abascal. España Vertebrada, Editorial Planeta, 2019.